# Crocodile Rock
Crocodile Rock is een nummer van de Britse zanger Elton John uit 1972. Het nummer is afkomstig van het album Don't Shoot Me I'm Only the Piano Player en werd een nummer 1-hit in de Verenigde Staten (Billboard Hot 100) en Zwitserland.

## Achtergrond
Elton John zei over het ontstaan van het nummer dat hij na het nummer Rock and Roll Madonna geen regelrecht rocknummer wilde maken, maar in plaats daarvan een parodie wilde maken op muziek van de vroege jaren 60. Het moest een eerbetoon zijn aan de zangers die hij als kind bezocht.
Het nummer bevat veel muzikale verwijzingen naar de rocknummers waaruit John zijn inspiratie haalde. De muziektekst, geschreven als reis door het verleden, gaat over het fictieve verhaal van een jonge man in de jaren 50 die vaak een restaurant bezocht waar klanten de Crocodile Rock dansten. Tijdens de sociale onrust in de jaren 60 verdween de dans naar de achtergrond en de vriendin van de man, zij hield destijds ook van de dans, verliet hem. Het verhaal laat men terugverlangen naar eenvoudiger tijden uit het verleden en biedt luisteraars een gevoel van waar Elton John zich persoonlijk bevond toen hij het nummer schreef.
De schrijvers van het lied Speedy Gonzales vonden het la-la-gedeelte erg lijken hun nummer en beschuldigden John en schrijver Bernie Taupin van plagiaat, maar namen geen vervolgstappen omdat John toegaf dat hij er inspiratie uit putte. Hij zei over Crocodile Rock: "[It is] a really blatant homage to ‘Speedy Gonzales’ and all the great ’50s and ’60s records that we used to love." Volgens John zelf was het nummer als grap geschreven, maar werd het een grote hit. In 2021 zei hij gekscherend dat hij waarschijnlijk een feestje geeft nadat hij het voor de laatste keer heeft gezongen.

## Hitnoteringen
Het nummer werd onder andere een nummer 1-hit in de Verenigde Staten (Billboard Hot 100) en Zwitserland. In Nederlands taalgebied werd de hoogste positie bereikt in Vlaanderen, namelijk nummer 3 in de Vlaamse Ultratop 50. In de Daverende Dertig werd de 11e positie bereikt, in de Nederlandse Top 40 de 12e positie.

### Nederlandse Top 40
| Hitnotering: 16-12-1972 t/m 10-02-1973 | Hitnotering: 16-12-1972 t/m 10-02-1973 | Hitnotering: 16-12-1972 t/m 10-02-1973 | Hitnotering: 16-12-1972 t/m 10-02-1973 | Hitnotering: 16-12-1972 t/m 10-02-1973 | Hitnotering: 16-12-1972 t/m 10-02-1973 | Hitnotering: 16-12-1972 t/m 10-02-1973 | Hitnotering: 16-12-1972 t/m 10-02-1973 | Hitnotering: 16-12-1972 t/m 10-02-1973 | Hitnotering: 16-12-1972 t/m 10-02-1973 | Hitnotering: 16-12-1972 t/m 10-02-1973 |
| Week:                                  | 1                                      | 2                                      | 3                                      | 4                                      | 5                                      | 6                                      | 7                                      | 8                                      | 9                                      |                                        |
| -------------------------------------- | -------------------------------------- | -------------------------------------- | -------------------------------------- | -------------------------------------- | -------------------------------------- | -------------------------------------- | -------------------------------------- | -------------------------------------- | -------------------------------------- | -------------------------------------- |
| Positie:                               | 34                                     | 21                                     | 16                                     | 12                                     | 14                                     | 25                                     | 28                                     | 31                                     | 37                                     | uit                                    |

### Daverende Dertig
| Hitnotering: 02-12-1972 t/m 20-01-1973 | Hitnotering: 02-12-1972 t/m 20-01-1973 | Hitnotering: 02-12-1972 t/m 20-01-1973 | Hitnotering: 02-12-1972 t/m 20-01-1973 | Hitnotering: 02-12-1972 t/m 20-01-1973 | Hitnotering: 02-12-1972 t/m 20-01-1973 | Hitnotering: 02-12-1972 t/m 20-01-1973 | Hitnotering: 02-12-1972 t/m 20-01-1973 | Hitnotering: 02-12-1972 t/m 20-01-1973 | Hitnotering: 02-12-1972 t/m 20-01-1973 |
| Week:                                  | 1                                      | 2                                      | 3                                      | 4                                      | 5                                      | 6                                      | 7                                      | 8                                      |                                        |
| -------------------------------------- | -------------------------------------- | -------------------------------------- | -------------------------------------- | -------------------------------------- | -------------------------------------- | -------------------------------------- | -------------------------------------- | -------------------------------------- | -------------------------------------- |
| Positie:                               | 29                                     | 26                                     | 15                                     | 13                                     | 12                                     | 11                                     | 14                                     | 20                                     | uit                                    |

### VlaamseUltratop 50
| Hitnotering: 16-12-1972 t/m 03-03-1973 | Hitnotering: 16-12-1972 t/m 03-03-1973 | Hitnotering: 16-12-1972 t/m 03-03-1973 | Hitnotering: 16-12-1972 t/m 03-03-1973 | Hitnotering: 16-12-1972 t/m 03-03-1973 | Hitnotering: 16-12-1972 t/m 03-03-1973 | Hitnotering: 16-12-1972 t/m 03-03-1973 | Hitnotering: 16-12-1972 t/m 03-03-1973 | Hitnotering: 16-12-1972 t/m 03-03-1973 | Hitnotering: 16-12-1972 t/m 03-03-1973 | Hitnotering: 16-12-1972 t/m 03-03-1973 | Hitnotering: 16-12-1972 t/m 03-03-1973 | Hitnotering: 16-12-1972 t/m 03-03-1973 | Hitnotering: 16-12-1972 t/m 03-03-1973 |
| Week:                                  | 1                                      | 2                                      | 3                                      | 4                                      | 5                                      | 6                                      | 7                                      | 8                                      | 9                                      | 10                                     | 11                                     | 12                                     |                                        |
| -------------------------------------- | -------------------------------------- | -------------------------------------- | -------------------------------------- | -------------------------------------- | -------------------------------------- | -------------------------------------- | -------------------------------------- | -------------------------------------- | -------------------------------------- | -------------------------------------- | -------------------------------------- | -------------------------------------- | -------------------------------------- |
| Positie:                               | 20                                     | 14                                     | 8                                      | 3                                      | 3                                      | 3                                      | 4                                      | 4                                      | 4                                      | 10                                     | 14                                     | 20                                     | uit                                    |